# Julius Gilmer
Julius Ormiston Gilmer (* 7. Dezember 1880 in Mannheim; † 19. Februar 1959) war ein deutscher Jurist und Politiker (CDU) und ehemaliger Abgeordneter der Verfassunggebenden Landesversammlung, des Vorläufers des Hessischen Landtags.
Julius Gilmer war der Sohn des Chemikers und Fabrikdirektors Dr.  Ludwig Friedrich Gilmer (1839–1921) und dessen Frau Auguste Marie Magdalene geborene Hoffmann, der Tochter des  Christoph Hoffmann. Er heiratete am 30. Mai 1912 in Bensheim Frida Luise Elisabeth geborene Ahrens (* 19. April 1885 in Stade; † 23. Dezember 1954 in Darmstadt). Aus der Ehe gingen vier Töchter hervor.
Gilmer studierte Rechtswissenschaften in Heidelberg, München und Gießen. Er war Mitglied der Studentenverbindung Karlsruhensia Heidelberg. 1912 bis 1915 war er Anwalt und Gerichtsassessor in Bensheim. 1915 bis 1918 diente er als Kriegsfreiwilliger im Ersten Weltkrieg. 1919 bis 1926 war er Amtsgerichtsrat am Amtsgericht Fürth (Hessen) und 1926 bis 1932 Staatsanwalt in Darmstadt. Nach der Machtergreifung der Nationalsozialisten wurde er 1933 wegen seines demokratischen Engagements von Mitgliedern der SA verprügelt und 1933 aus dem Justizdienst entlassen. In der Zeit des Nationalsozialismus war er als Rechtsanwalt tätig. Am 12. Juli 1945 wurde er zum Landgerichtsdirektor und am 1. September 1947 zum Landgerichtspräsidenten in Darmstadt ernannt.
In der Weimarer Republik war er Mitglied in der Deutschen Demokratischen Partei und im Republikanischen Richterbund. Nach 1945 gehörte er zu den Gründern der Christlich Demokratischen Union Deutschlands. Für die CDU war er vom 15. Juli 1946 bis zum 9. August 1946 Mitglied der Verfassungberatenden Landesversammlung Groß-Hessen.